# 人民防衛国民会議
人民防衛国民会議（じんみんぼうえいこくみんかいぎ）は、コンゴ民主共和国東部地域北キヴ州周辺で活動する反政府武装組織。略称CNDP（仏: Congrès national pour la défense du peuple）。

## 歴史
- 2004年：政府軍から離反したローラン・ンクンダにより創設。ツチ族を中心とする組織。
- 2008年：1月に他の武装勢力とともに停戦が成立したものの、8月28日には北キヴ州の州都ゴマ北東で戦闘を再開。一時は州都ゴマに進攻する様子を示したため市内はパニックになり推計25万人が避難。一部はルワンダにも流入した。[1]。
- 2009年1月23日：ローラン・ヌクンダ（Laurent Nkunda）司令官が隣国ルワンダで拘束。[2]。

## その他
- 少年兵を徴用している形跡がある[3]。
- ゴリラの生息域として世界的に知られるヴィルンガ国立公園を支配下においており、パークレンジャーの派遣は、CNDPの承認を受けて行なわれている[4]。

## 対抗勢力
- ルワンダ解放民主軍
- マイマイ (コンゴ)
- 軍閥
- 暴力的な非国家主体